# Людвиг, Эдвард
Эдвард Людвиг (англ. Edward Irving Ludwig; 1899—1982) — американский режиссёр и сценарист русского происхождения. Снял около 100 фильмов в период своей деятельности с 1921 по 1963 годы, некоторые — под именами Edward Luddy и Charles Fuhr.

## Биография
Родился 7 октября 1899 года, при рождении имел имя Исидор Литвак (Isidor Irving Litwack).
Прибыл в Соединенные Штаты из Канады 6 марта 1911 года, гражданином США стал 23 декабря 1932 года.
Был режиссёром вестерн-сериала The Restless Gun (1957—1959) компании NBC с Джоном Пейном в главной роли. Вместе с Эрлом Кентоном был главным режиссёром телевизионного сериала The Texan (1958—1960) компании CBS.
Умер 20 августа 1982 года в Санта-Монике, Калифорния.